# Seglarstövel

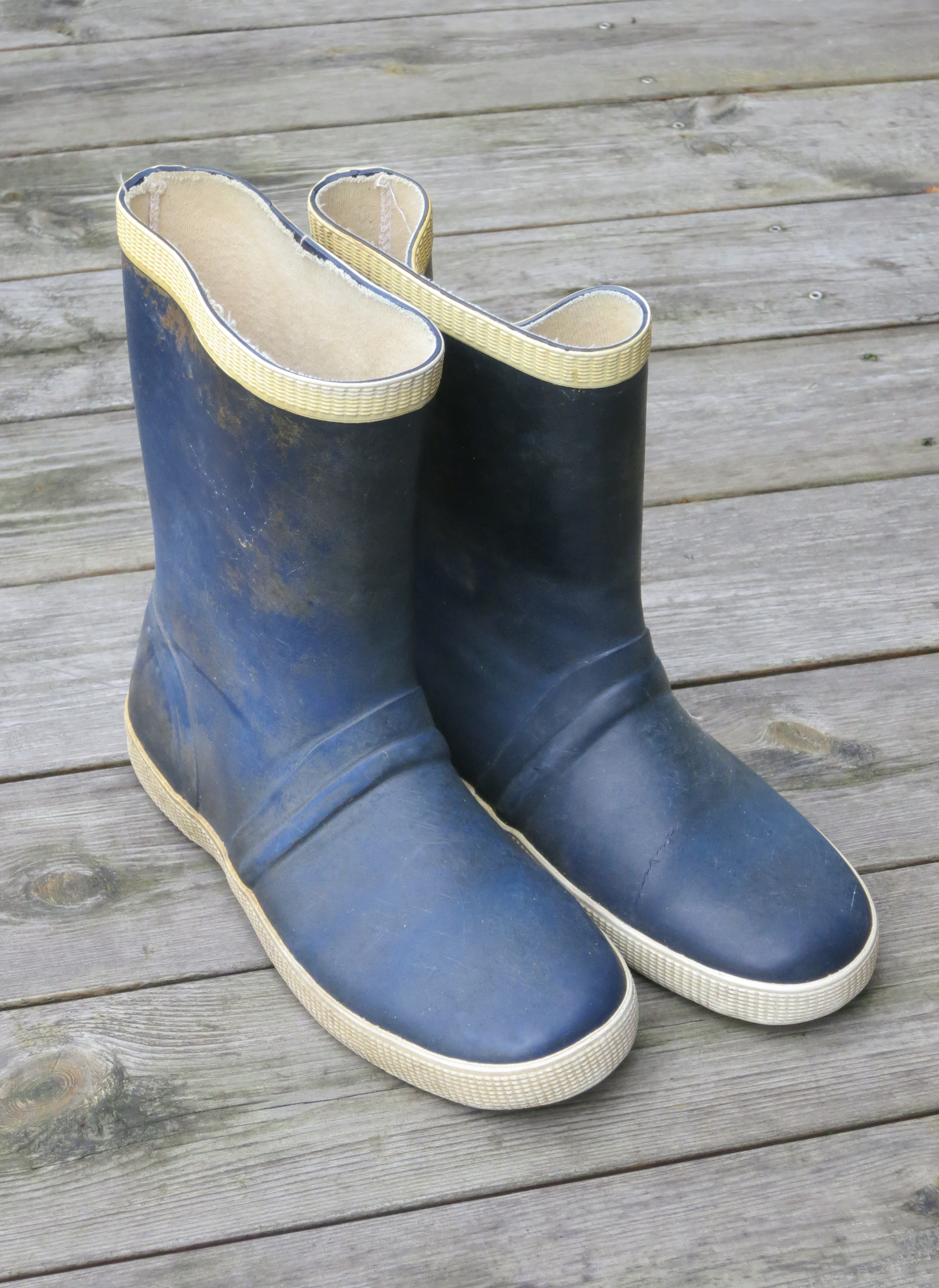
Seglarstövlar

En seglarstövel är en nätt liten gummistövel med mycket korta skaft, som upptill är relativt vida. Seglarstöveln är mycket lätt, tillverkad i tunt gummi och på insidan klädd med ett tunt, mjukt foder. Seglarstövelns sula är konstruerad för att ge bra fäste mot underlaget.
Som namnet antyder är seglarstöveln från början utformad för att användas ombord på segelbåtar. Under senare tid har seglarstöveln dock blivit populär gummistövel även i andra sammanhang och det har efterhand blivit allt mer trendigt att använda seglarstövlar "på landbacken". Viking tillverkade på 1960/70-talet en seglarstövel, som sannolikt innebar, att modellen fick en plats "på landbacken" och i modevärlden.[källa behövs] Stöveln tillverkades i flera färger. Den blå med vit gummibård längs sulan och stövelskaftets övre kant var den populäraste. Den vita varianten blev också mycket uppskattad. Denna seglarstövel finns fortfarande kvar om än i en viss moderniserad tappning.